# Chalinula amoyensis
Chalinula amoyensis är en svampdjursart som först beskrevs av Brøndsted 1929.  Chalinula amoyensis ingår i släktet Chalinula och familjen Chalinidae. Inga underarter finns listade i Catalogue of Life.